# Der Ketzer von Soana
Der Ketzer von Soana ist eine Novelle des deutschen Nobelpreisträgers für Literatur Gerhart Hauptmann, die ab 1911 entstand und im Januar 1918 in der Neuen Rundschau erschien.
Der um die 25 Jahre alte asketische Priester Francesco Vela „aus gutem Haus“ missachtet das Zölibat und genießt mit der etwa 15-jährigen Ziegenhirtin Agata in der italienischen Schweiz am Fuße des Monte Generoso nahe beim Luganersee um das Jahr 1901 eine hochsommerliche Liebesnacht. „Mann und Frau stehen unter dem Diktat“ der „Gottheit Eros …“.

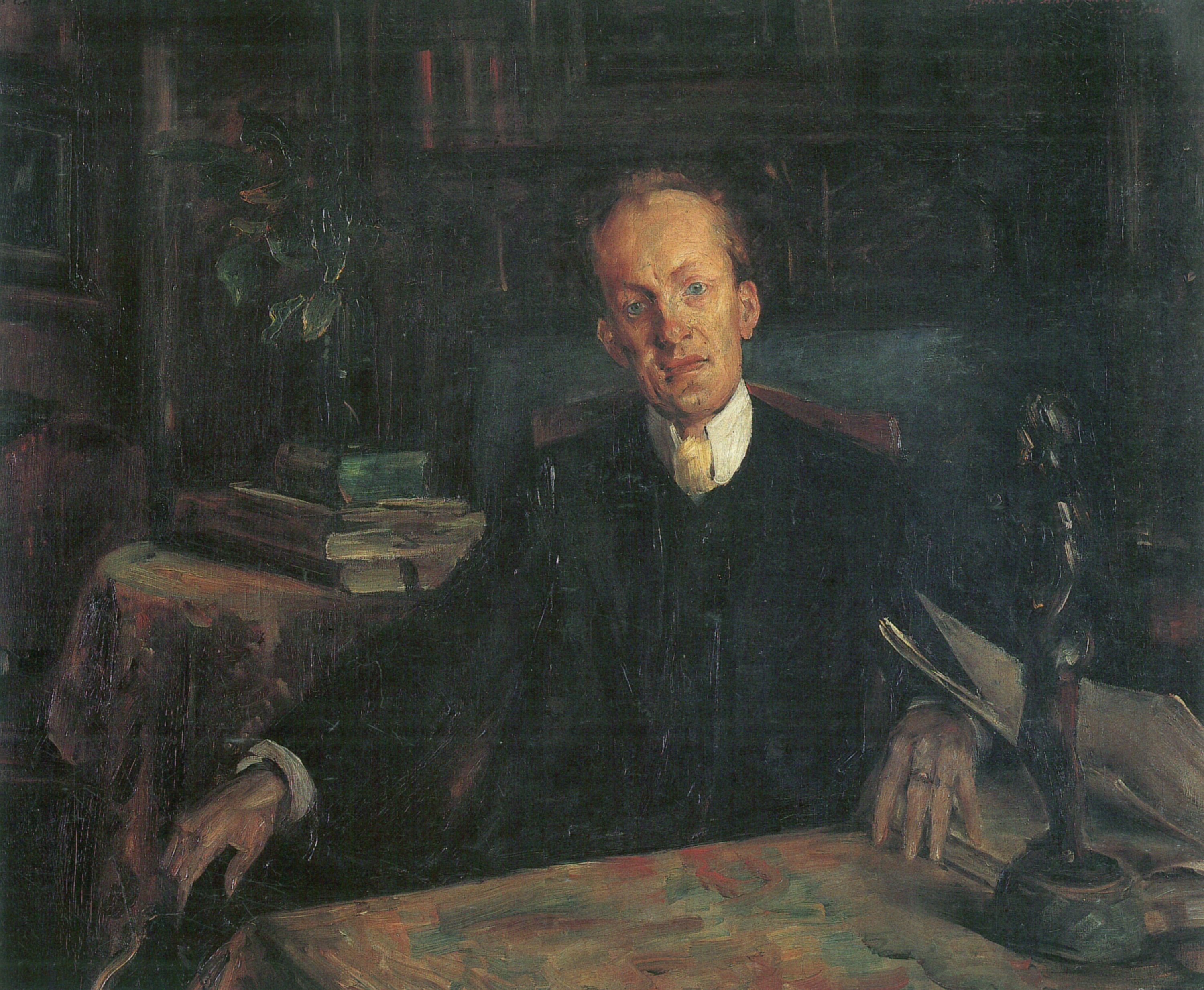
Gerhart Hauptmann auf einem Gemälde von Lovis Corinth anno 1900

## Entstehung
Soana kann als Rovio genommen werden, denn 1897 bis 1901 verbrachte Gerhart Hauptmann in diesem Dorf oberhalb von Mendrisio jedes Jahr ein paar Frühlingswochen. Von Rovio aus bestieg der Autor den Monte Generoso. In Rovio wurde ihm auch – während der Zweitbesteigung des Berges am 6. Mai 1897 – die Geschichte eines Landwirts erzählt, der auf der Alpe in Blutschande gelebt hatte. Vor dem oben genannten Beginn der Schreibarbeit anno 1911 in der Villa San Martino in Portofino entstanden bereits 1897 und 1899 zwei Skizzen. Abgeschlossen wurde der Text, nachdem ihn der Autor von 1912 bis 1916 liegengelassen hatte, erst 1917.
Arbeitstitel waren Der Dämon von Soana, Versuchung und Fall Francesco Velas sowie Die Syrische Göttin.
Der Text kann auch als Hommage an Vincenzo Vela gelesen werden: Francesco inspiziert in seinem Heimatort das Atelier des berühmten Onkels.

## Handlung

### Rahmenerzählung
Der „Herausgeber“ des Textes lernt während seines Urlaubs am Luganersee den gebildeten, „brilletragenden“ Ziegenhirten Ludovico kennen, der von den Einheimischen der „Ketzer von Soana“ genannt wird, und besucht ihn in seiner abgelegenen Steinhütte am Hang des Monte Generoso. Ludovico liest ihm dort die selbst verfasste, wahre  Geschichte des, ebenfalls eine Brille tragenden, jungen Priesters Francesco Vela vor – siehe unten unter Binnenerzählung. Dieser sei vor sechs Jahren wegen seiner Beziehung zu einem Hirtenmädchen exkommuniziert und aus dem Dorf verjagt worden, ebenso hätten die Eltern des Mädchens die Gegend verlassen müssen und seien nach Südamerika ausgewandert. Auf dem Rückweg ins Dorf begegnet der „Übermittler dieses Reiseabendteuers“ Ludovicos schöner Frau und kleiner Tochter und erschließt aus ihrer Gestalt, dem erdbraunfarbenen Haar und ihrem Gesang, dass der Hirte der ehemalige Priester ist und ihm seine eigene Geschichte und seine Erkenntnis, „dass Eros älter als Kronos und auch mächtiger ist“, erzählt hat.

### Binnenerzählung: „Die Erzählung des Berghirten“
Francesco aus Ligornetto erhält nach seiner Ordination das drei Stunden Fußweg entfernte Kirchspiel Soana als ersten Wirkungsort. Bereits nach einem reichlichen Monat hat der junge Mann seine Schäfchen im Griff; mehr noch – er wird weit und breit als so etwas wie ein Heiliger angesehen. Da betritt im März ein gewisser Luchino Scarabota seinen Pfarrhof und möchte ein paar von seinen sieben Kindern in die Kirchschule des neuen Pfarrers schicken. Francesco kennt den Mann, der zumeist nur raue, vertierte Laute herausbringt, nicht. Aber er sei doch aus Soana, beteuert der Bittsteller.
Anderntags sucht der Pfarrer den Sindaco Sor Domenico auf und erkundigt sich nach dem verwilderten Fremdling: Ja, den Sennhirten gebe es. Luchino Scarabota bewohne – in Sichtweite hoch droben auf dem Berg die Alpe Santa Croce (Heiligkreuz) und habe dort, Gerüchten zufolge, zusammen mit seiner leiblichen Schwester etliche Kinder in die Welt gesetzt.
Francesco erfragt von seinem Bischof den nächsten Schritt im Umgang mit diesem Fall von Blutschande. Die Kirche gibt keinen auf. Ende März, kurz vor Ostern, sieht Francesco im Auftrag seines Bischofs nach dem Rechten. Als er am Wasserfall des Flüsschens Savaglia entlang den engen mit aufkeimenden Narzissen bestandenen Fußsteig aufwärts zusammen mit einem Ortskundigen unter dem vereinzelten Donner entfernter Lawinenabgänge nimmt, kommt er sich inmitten der wilden Natur erhaben-groß und winzig-klein zugleich vor. Den Blick von Capolago drunten abwendend, erblickt Francesco droben endlich einige schmuddlig-verfilnzte Kinderköpfe. In seiner steinernen primitiven Behausung empfängt Luchino Scarabota den Geistlichen, der seinen Begleiter zurückgeschickt hat, kriechend-unterwürfig. Irritiert kann der Besucher den Blick nicht von einer abscheulichen Schnitzerei wenden. Das Abbild dieses harmlosen Zeugungsgottes bringt Franc esco durcheinander. Darauf erscheint Luchino Scarabotas schmutzstarrende Schwester und nimmt das Heft in die Hand. Ihr debiler Bruder sei vollkommen unschuldig. Sie habe sich gelegentlich diesem oder jenem vorbeikommenden Bergwanderer verkauft. Keine Hebamme habe ihr je beigestanden. Manches Kind sei klein gestorben und sie habe es in der Generoso-Schutthalde vergraben müssen. Francesco fordert die Trennung des „Paares“. Unmöglich – so pariert die Frau schlagfertig. Der unselbständige Luchino würde ihr dann folgen wie ein armer Hund.
Während der Unterhaltung betritt eine Tochter, die etwa 15-jährige Agata, eine voll entwickelte Kindfrau von ungewöhnlicher Schönheit, die Hütte und lenkt mit ihrem süßen Gesang Francesco von seinem mühsamen Seelsorgerwerk empfindlich ab. Der Priester beendet den Besuch und vereinbart mit den Hüttenbewohnern für Anfang Mai einen Gottesdienst in der abgelegenen Bergkapelle St. Agata.

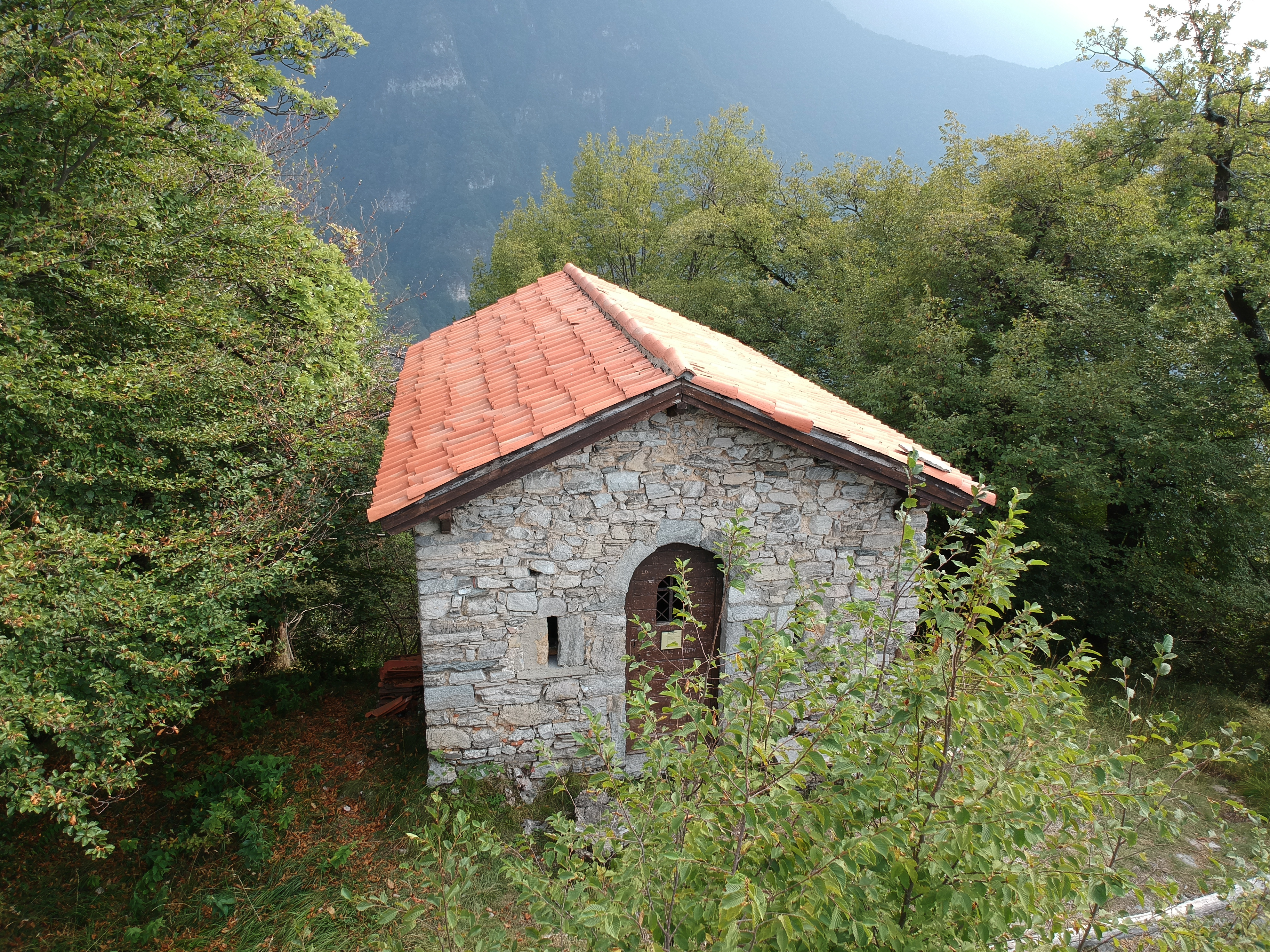
Kapelle auf dem Monte Sant’ Agata

Ins Tal nach Soana zurückgekehrt, ist Francescos Ruhe dahin. Das entsetzliche geschnitzte Satyrsymbol inklusive das Bild der Sündenfrucht – gemeint ist Agata – versetzen den Geistlichen in einen Zustand der Besessenheit. Als dann Francesco den zweiten Aufstieg unternimmt, haben sich die Scarabotas bereits in der Bergkapelle versammelt, doch Agata fehlt. Der Geistliche beginnt nicht mit dem Gottesdienst, sondern streift draußen umher, begegnet Agata und holt sie in die Kapelle. In Betrachtung des „Madonnengesichts“ der Schönen, muss er erkennen, dass er diesem „Leibe rettungslos auf Leben und Tod verfallen“ ist.
Im Tal angekommen, ist es dem jungen Geistlichen unmöglich, die „Fesseln zu zerreißen, die ihn gewaltsam nach der Alpe“ ziehen. Während seines nächsten Einstiegs in die Bergwelt begegnet er einem bukolischen Bakchantenzug: die lachende, stoßweise atmende Agata als Reiterin auf einem Ziegenbock, umringt von ihren lärmenden Geschwistern. Weil Agata weder lesen noch schreiben kann, wird sie von Francesco in seine Schule nach Soana zitiert.
Francesco beichtet seine Erlebnisse und dämonischen Anfechtungen beim Arciprete in Arogno. Dieser fordert ihn zum Widerstand gegen die Versuchung auf und erteilt ihm die Absolution.
Als die in Lumpen gehüllte Agata weisungsgemäß Soana betreten hat, wird die Verfemte auf der Straße von einer Kinderschar fast gesteinigt. Dem Priester überkommt „die Angst vor dem unvermeidlichen Sturz in das Verbrechen der Todsünde“ und gleichzeitig möchte er „vor unbändigster Freude aufbrüllen“. Agata weiß, dass sie im Inzest gezeugt wurde. Francesco trägt dieses Leid, diese Not mit und begleitet sie nach Hause. Auf dem Schleichweg durch die schwüle Sommernacht gelangt das engumschlungen dahinwandelnde Paar nicht hinauf auf die Alpe, sondern „der schwere, fast trunkene Gang der Liebenden“ führt über einen wenig begangenen Fußpfad hinab in die tiefe Savaglia-Schlucht. Dort in der abgelegenen Hütte neben dem Wasserfall, verliert Agata ihre Unschuld. Gerhart Hauptmann beschreibt „das köstliche Wunder der Weltstunde“: „Er [Francesco] fühlte sich nicht mehr als ein Mensch irgendeiner Zeit … Ebenso zeitlos war die nächtliche Welt um ihn her … Niemand da draußen konnte ihm etwas anhaben … Seine Oberen waren die Niederen geworden … Es lebte kein zweiter Mann außer ihm in der Fülle der sündenlosen Schöpfung.“ Als Priester redet Francesco nicht mehr über die Schöpfung, sondern beteiligt sich schweigend aktiv daran: „… er wühlte sich in den Kern der Welt …“. Mit der Schilderung von Francescos Paradiesgefühl bricht die Erzählung des Berghirten ab.

## Rezeption
Zeitgenossen
- 1918, Der evangelische Pfarrer Hermann Curt Wehrhahn wettert nach dem Erscheinen des Textes: „Tiefer hinunter in den Unflat führt kein Weg mehr.“[13]
- 1918, Thomas Mann befremdet zunächst, wie der Christ Gerhart Hauptmann „so humoristisch“ mit Christus umgehen kann[14], vergleicht den Text jedoch später anerkennend mit dem Tod in Venedig.[15]
- 1918, Walther Rathenau schwärmt in einem Brief an den Autor von seiner Erquickung.[16] Ebenfalls in hohen Tönen lobt Alma Mahler schriftlich und erhält von Gerhart Hauptmann galante Antwort.[17]
- Mai 1919, die evangelische Wochenzeitschrift Licht und Leben greift mithilfe oben erwähnter Verurteilung Hermann Curt Wehrhahns das angebliche Gewinnstreben des S. Fischer Verlages an.[18]

Neueres
- 22. Mai 1967, Wolfgang Hildesheimer meint im Spiegel über Hauptmanns große Erzählungen, bei dem Protagonisten im Ketzer von Soana handele es sich nur um einen Sünder.
- 1984, Sprengel: Gertrud von Rüdiger (siehe unten) habe die Rahmenerzählung als „verstecktes Schlusskapitel“ in dem Sinne bezeichnet: Obwohl es an keiner Stelle im Text zugegeben, sondern eher geleugnet wird, habe „noch niemand an der Identität von Francesco und Ludovico gezweifelt.“[19] Sprengel nennt folgende Arbeiten:
  - 1920, Gertrud von Rüdiger: Kunstform von Gerhart Hauptmanns ‚Ketzer von Soana‘.[20]
  - 1938, Franz Rauhut: Zola – Hauptmann – Pirandello. Von der Verwandtschaft dreier Dichtungen.[21]
  - 1957, Gottfried Fischer: Erzählformen in den Werken Gerhart Hauptmanns. Unter besonderer Berücksichtigung der Zeit- und Raumgestaltung.[22]
  - 1964, Wolfgang Grothe: Gerhart Hauptmanns Novelle ‚Der Ketzer von Soana‘. Ein antikischer Wurf.[23]
  - 1969, Dietrich Meinert: Hirte und Priester in der Dichtung Gerhart Hauptmanns.[24]
  - 1972, Wolfgang Otto Dill: Strukturelle Auffassung des Dionysischen als lebensimmanente Polarität.[25]
  - 1973, Manfred Schunicht: Die ‚zweite Realität‘. Zu den Erzählungen Gerhart Hauptmanns.[26]
  - 1974, Frederick A. Klemm: Hauptmann’s Diary and the ‚Ketzer‘.[27] (englisch)
  - 1978, Ralph Ley: The Shattering of the Construct: Gerhart Hauptmann and His „Ketzer“.[28] (englisch)
  - 1979, Rolf-Dieter Koll: Gerhart Hauptmanns ‚Ketzer von Soana‘. Eine Studie zum Problem der Sprachqualität.[29]
  - 1981, Roy C. Cowen: Hauptmann-Kommentar zum nichtdramatischen Werk.[30]
- 1995, Leppmann wird bei der Lektüre an Daphnis und Chloe[A 2] des Longos von Lesbos erinnert. Gerhart Hauptmann sei im Juni 1918[31] vom Erfolg des Textes überrascht gewesen. Leppmann findet einen Grund. Nach dem Kriege habe der Leser Ablenkung von Hunger, Straßenkampf, Räterepublik und Inflation bitter nötig gehabt.[32]
- 1998, Marx bedauert das Fehlen jeder „kritischen Perspektive“. Hätte sich doch der „Herausgeber“ in der Rahmenerzählung damit vom Binnenerzähler distanzieren können.[33]
- 2004, Sprengel: Der Autor feiere die „Göttlichkeit der Sexualität“. Bölsches Monismus à la Das Liebesleben in der Natur[34] scheine durch.[35]

### Ausgaben
Erstausgabe:
- Der Ketzer von Soana. S. Fischer, Berlin 1918[36][37]

Verwendete Ausgabe:
- Der Ketzer von Soana. S. 65–132 in Gerhard Stenzel (Hrsg.): Gerhart Hauptmanns Werke in zwei Bänden. Band II. 1072 Seiten. Verlag Das Bergland-Buch, Salzburg 1956 (Dünndruck)

### Sekundärliteratur
- Gerhard Stenzel (Hrsg.): Gerhart Hauptmanns Werke in zwei Bänden. Band II. 1072 Seiten. Verlag Das Bergland-Buch, Salzburg 1956 (Dünndruck), S. 10, 4. Z.v.o. Überblick
- Der Ketzer von Soana. S. 210–220 in Peter Sprengel: Gerhart Hauptmann. Epoche – Werk – Wirkung. 298 Seiten. C.H. Beck, München 1984 (Beck´sche Elementarbücher), ISBN 3-406-30238-6.
- Thurit Kriener: Gerhart Hauptmanns Novelle ‚Der Ketzer von Soana‘. Eine Untersuchung zu Werkgenese und literarischen Einflüssen anhand des Nachlasses. In: Thurit Kriener, Gabriella Rovagnati: Dionysische Perspektiven. Gerhart Hauptmanns Novelle „Der Ketzer von Soana“ und sein Briefwechsel mit Rudolf Pannwitz. Berlin 2005, S. 15–114.
- Wolfgang Leppmann: Gerhart Hauptmann. Eine Biographie. Ullstein, Berlin 1996 (Ullstein-Buch 35608), 415 Seiten, ISBN 3-548-35608-7 (identischer Text mit ISBN 3-549-05469-6, Propyläen, Berlin 1995, untertitelt mit Die Biographie)
- Der Ketzer von Soana. S. 297–303 in: Friedhelm Marx: Gerhart Hauptmann. Reclam, Stuttgart 1998 (RUB 17608, Reihe Literaturstudium). 403 Seiten, ISBN 3-15-017608-5
- Peter Sprengel: Geschichte der deutschsprachigen Literatur 1900–1918. Von der Jahrhundertwende bis zum Ende des Ersten Weltkriegs. C.H. Beck, München 2004, ISBN 3-406-52178-9.
- Peter Sprengel: Gerhart Hauptmann. Bürgerlichkeit und großer Traum. Eine Biographie. 848 Seiten. C.H. Beck, München 2012 (1. Aufl.), ISBN 978-3-406-64045-2